# Абрантеський замок
Абра́нтеський за́мок (порт. Castelo de Abrantes) — замок у Португалії, Сантаренському окрузі, в місті Абрантеш. Розташований у стратегічно важливій ділянці на березі річки Таг (Тежу), в історичній провінції Ештремадура. Постав на місці лузітанського городища, захопленого римлянами близько 130 року до н.е. Перебудований на форт. Після падіння римської влади належав аланам (411), готам (492) і маврам (716). Відвойований португальським королем Афонсу І (1148), що перебудував форт на замок і дарував його хрестоносцям Ордену святого Якова (1173). Входив до мережі укріплень Тазької лінії, створеної тамплієрами вздовж річки для захисту північних християнських земель від маврів. Витримав ряд нападів альмохадських військ (1179, 1191). Укріплений наново і розбудований за правління королів Афонсу III (1250) і Дініша (1300—1303). Був одним із форпостів сил Жуана І під час турбулентного періоду міжкоролів'я (1382—1385). Занепав внаслідок вигасання правлячої португальської династії і укладання Іберійської унії з Кастилією (1580). Після Реставраційної війни реставрований зусиллями Педру II (1704). Перебудований на фортецю з бастіонами (1731), що захищала містечко і палац абрантеських маркізів. Під час наполеонівського вторгнення до Португалії захоплений французами (1807). Пам'ятка громадського значення (1957). Керується Генеральною дирекцією культурної спадщини (з 1992). Пройшов капітальний ремонт у 2002—2004 роках. Також — Абра́нтеська форте́ця (порт. Fortaleza de Abrantes).